# کورواتونتوری
کورواتونتوری {{فنلاندی|Korvatunturi) یک کوه و منطقهٔ مسکونی در فنلاند است که در Savukoski واقع شده‌است. کورواتونتوری ۴۸۶ متر بالاتر از سطح دریا واقع شده‌است.